# Mercedes Romero Abella
Mercedes Romero Abella (Cee, 27 de junio de 1907 – Aranga, 19 de noviembre de 1936) fue una maestra republicana española represaliada por el régimen franquista.

## Trayectoria
Hija de Dolores Abella Recamán y Manuel Romero Castro. 
En su juventud, vivió en Corcubión, donde su padre trabajaba como fotógrafo. Comenzó los estudios de Magisterio en La Coruña en 1922 y los terminó en 1926. Fue miembro del Sindicato Provincial de Maestros de Unión General de Trabajadores (UGT) de La Coruña, del cual fue presidente. En 1931, se casó con Francisco Mazariegos Martínez, empleado de banca y sindicalista de la UGT en el Banco Pastor. 
En 1936, Romero era maestra en el barrio de Monelos en La Coruña, fue presidenta de la Federación Española de Trabajadores de la Enseñanza (FETE). Después del asesinato de su esposo cuando intentaba hacer gestiones para emigrar hacia América, fue detenida. Violada y torturada, fue fusilada en el pozo de la Castellana (Aranga) el 19 de noviembre de 1936. Fue enterrada en una fosa común en Vilarraso.